# Drytown
Drytown est une census-designated place du comté d'Amador, dans l'État de Californie, aux États-Unis,. En 2020, elle compte une population de 186 habitants.